# Wilhelm II Młodszy (książę Brunszwiku)
Wilhelm II Młodszy (ur. ok. 1426 r., zm. 7 lipca 1503 r.) – książę Brunszwiku od 1482 do 1495 r. z dynastii Welfów.

## Życiorys
Wilhelm był starszym spośród dwóch synów księcia Brunszwiku Wilhelma I Zwycięskiego i Cecylii, córki pierwszego elektora brandenburskiego z rodu Hohenzollernów, Fryderyka I. W 1444 r. ożenił się z Elżbietą, córką hrabiego Stolbergu Bodona VII. 
Gdy w 1473 r. zmarł stryj Henryk Spokojny, ojciec przejął jego część księstwa brunszwickiego i przeniósł się do utraconego kilkadziesiąt lat wcześniej Wolfenbüttel. W kolejnym roku oddał swoim synom dotychczas zarządzane przez niego części księstwa, z Calenbergiem i Getyngą, pod wspólny zarząd (formalnie w imieniu ojca, faktycznie jednak na własny rachunek). Ojciec zmarł w 1482 r. i wówczas Wilhelm i jego młodszy brat Fryderyk objęli całe dziedzictwo po nim. Fryderyk naciskał na podział księstwa i starszy brat wreszcie uległ. W 1483 r. zawarli układ, zgodnie z którym Wilhelmowi przypadła część z Wolfenbüttel. 
Te stan trwał krótko. Wkrótce doszło do sporu między biskupem a mieszczanami z Hildesheim: Wilhelm opowiedział się po stronie biskupa, a Fryderyk poparł mieszczan. 10 grudnia 1484 r. Wilhelm dokonał niespodziewanego ataku na Calenberg i uwięził brata, zajął jego część księstwa i trzymał w niewoli aż do jego śmierci w 1495 r. Usprawiedliwiał ten krok słabością umysłową Fryderyka. Spór w Hildesheim zakończył traktat zawarty w 1486 r. W 1490 r. Wilhelm pozyskał z rąk duchownych miasto Helmstedt. 
Wilhelm stopniowo stawał się coraz bardziej zmęczony rządami w księstwie. Już w 1487 r. wydzielił jego fragment i oddał w zarząd swoim synom, Henrykowi i Erykowi. W 1491 r. oddał synom w praktyce całe księstwo, sobie pozostawiając jedynie miasto Brunszwik. W 1495 r. księstwo zostało między synów Wilhelma podzielone: Henryk otrzymał część z Wolfenbüttel, Eryk zaś - z Calenbergiem i Getyngą. Ostatnie lata życia Henryk spędził z dala od spraw światowych. Żona Elżbieta przeżyła go o wiele lat. Oprócz wspomnianych dwóch synów Wilhelm miał także córkę Annę, żonę landgrafa heskiego Wilhelma I Starszego. 